# 玉川蓮
玉川 蓮（たまがわ れん、1998年4月4日 - ）は、日本の俳優。
東京都出身。フライングボックス所属。

## 出演

### テレビドラマ
- 撃てない警官 最終話（2016年、WOWOW)
- 海月姫 第1話（2018年、フジテレビ） - 熱帯魚屋の店員 役
- コンフィデンスマンJP 第9話（2018年、フジテレビ） - 志村庄三 役
- KBOYS（2018年10月 - 12月、朝日放送テレビ） - 川口大介 役

### ショートムービー
- SHISHAMO ライブ用ムービー『明日メトロですれちがうのは、魔法のような恋』メトロ篇（2017年）

### 映画
- ひるなかの流星（2017年、東宝）
- リクエスト・コンフュージョン（2017年、きりゅう映画祭制作作品） - 妹尾健太郎 役
- あゝ、荒野 前篇（2017年、スターサンズ）
- 寝ても覚めても（2018年）
- コンフィデンスマンJP -ロマンス編-（2019年5月17日） ‐ 志村庄三 役

### CM
- さけるグミ『夜中のさけるグミ』篇（2019年）

### ミュージックビデオ
- 大橋トリオ『S・M・I・L・E・S』（2018年）
- 羊文学『ロマンス』（2019年）

### 雑誌
- mini（宝島社）

## 作品

### 配信限定シングル
- KBOYS BFcamp from KBOYS名義（2018年11月28日）